# Grindvirus
Grindvirus – piąty album studyjny polskiej grupy muzycznej Squash Bowels. Wydawnictwo ukazało się 22 października 2009 w Stanach Zjednoczonych nakładem wytwórni muzycznej Willowtip Records. W Europie płyta została wydana 10 grudnia tego samego roku nakładem Selfmadegod Records. Nagrania zostały zarejestrowane i zmasterowane pomiędzy majem a czerwcem 2009 roku w białostockim Hertz Studio.

## Lista utworów
Opracowano na podstawie materiału źródłowego.
1. "Grindvirus" – 01:47
2. "Two Cows and Monkey" – 01:58
3. "Oust - Odour Eliminator" – 02:13
4. "Wriggler" – 01:46
5. "Abhorrently Stinking Rich Man" – 01:40
6. "Shit Oneself" – 02:54
7. "D. I." – 02:10
8. "Sheep Dag" – 01:54
9. "Bacterial Fertiliser" – 01:41
10. "Hamsters in Your Head" – 01:35
11. "Don't Look a Gift Horse in the Ass" – 02:05
12. "Nose - Lunger" – 01:28
13. "Child Victims" – 03:30
14. "Anodal Closing Odour" – 01:55

## Twórcy
Opracowano na podstawie materiału źródłowego.

- Artur "Paluch" Grassmann – gitara basowa, śpiew
- Andrzej "Andy" Pakos – gitara
- Mariusz "Marius" Miernik – perkusja
- Lukasz Jaszak – okładka, oprawa graficzna
- Sławomir Wiesławski – inżynieria dźwięku
- Wojciech Wiesławski – inżynieria dźwięku